# Göran Rosenhane (1649–1677)
Göran Rosenhane, född 1649 i Stockholm, död 14 juli 1677 i slaget vid Landskrona, var en svensk friherre till Ikalaborg och militär. Han var son till riksrådet Schering Rosenhane och dennes hustru Beata Sparre af Rossvik (1618–1672).
Göran Rosenhane började studera i Uppsala 1659 samt även utomlands i Strassburg 1669. Under 1670-talet står han upptagen som ryttmästare vid Livregementet till häst, där han steg i graderna till överstelöjtnant. Han dödades under slaget vid Landskrona den 14 juli 1677 och dog ogift.